# U-Bahn Peking

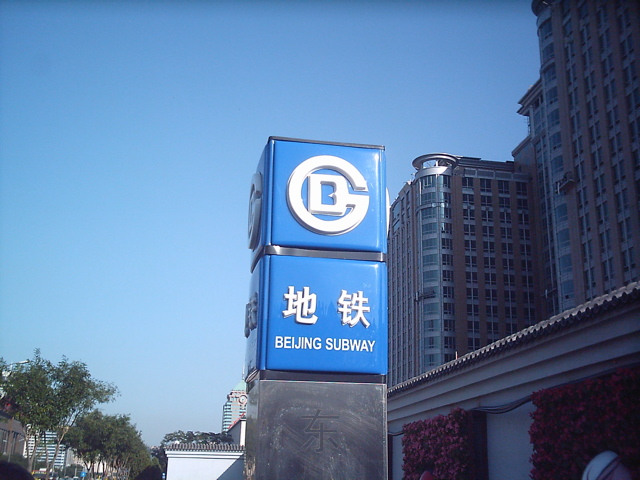
Logo der Pekinger U-Bahn

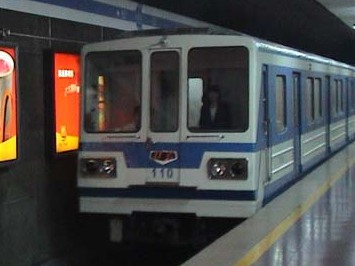
U-Bahnhof auf der Linie 2

Die U-Bahn Peking (chinesisch 北京地铁) oder Beijing Subway ist die U-Bahn im Ballungsraum Peking, der Hauptstadt der Volksrepublik China. Im Januar 2022 maß das Pekinger U-Bahn-Netz 783 km. Im Dezember 2024 wurde eine Streckenlänge von 879 Kilometer mit 522 Stationen (Umsteigestationen mehrfach gezählt) erreicht.
Die U-Bahn verkehrt von 5:10 bis 23:40, wobei der Takt in der Hauptverkehrszeit drei bis vier Minuten beträgt, sonst acht Minuten. Die Pekinger U-Bahn ist dafür ausgelegt, 13 Millionen Menschen pro Tag zu befördern; der Fahrgastrekord vom 12. Juli 2019 mit 13,7538 Millionen Fahrgästen lag über der Kapazitätsgrenze.
Der bisherige Fahrgastrekord pro Jahr wurde 2019 mit 3,96 Milliarden Personen erreicht.
Bedingt durch die COVID-19-Pandemie in der Volksrepublik China sank das Fahrgastaufkommen vorübergehend auf 2,29 Milliarden im Jahr 2020.

## Geschichte

Ausbauplanungen (Stand 2015)

Pekings U-Bahn-System war das erste der Volksrepublik China, der Bau dafür begann 1965.
Die erste Strecke vom Hauptbahnhof nach Pingguoyuan wurde am 1. Oktober 1969 eröffnet. Die Strecke entspricht heute dem westlichen Teil der Linie 1 und dem südlichen Teil der Linie 2. Die U-Bahn durfte zuerst nur von Beamten benutzt werden, erst 1977 war die Benutzung durch die übrigen Einwohner Pekings erlaubt.
Am 20. September 1984 wurde der restliche Teil der Ringlinie eröffnet und damit der Betrieb auf zwei Linien aufgeteilt. Am 12. Dezember 1992 wurde die Linie 1 ostwärts von Fuxingmen nach Xidan verlängert. Eine weitere Verlängerung von Xidan nach Sihuidong fand am 28. September 1999 statt. Seit dem 24. Juni 2000 ist es möglich, dass Züge direkt von Pingguoyuan nach Sihuidong durchfahren können, vorher bestand keine direkte Gleisverbindung.
Eine weitere Linie wurde am 28. September 2002 (westlicher Teil bis Huoying) und am 28. Januar 2003 (östlicher Teil) eröffnet. Die Batong-Linie, die als Verlängerung der Linie 1 gebaut wurde, ist am 27. Dezember 2003 als separate Linie in Betrieb gegangen. Die Linie 5 wurde am 7. Oktober 2007 eröffnet.
Die Eröffnung der für die Olympischen Sommerspiele 2008 wichtigen U-Bahn-Linien 10 und Airport-Express fanden am 19. Juli 2008 statt. Der „olympische Zubringer“ zwischen den Stationen „Beitucheng“ und „Senlin Gongyuan Nanmen“, der offiziell schon als Linie 8 bezeichnet wird, durfte bis zum Ende der Olympischen Spiele aber nur mit Akkreditierung für die Olympischen Spiele oder mit einer Eintrittskarte für den entsprechenden Tag benutzt werden.
Seit 2008 ist die U-Bahn Teil des Benchmarking-Systems Community of Metros. Der Westbahnhof wurde am 30. Dezember 2012 ebenfalls an das Pekinger U-Bahn-Netz angeschlossen.

## Netz

### Übersicht
| Linie                    | Farbe       | Strecke                  | Strecke                 | Eröffnung | Letzte Erweiterung | Länge (km) | Stationen |
| ------------------------ | ----------- | ------------------------ | ----------------------- | --------- | ------------------ | ---------- | --------- |
| Linie 1 und Batong-Linie | Dunkelrot   | Pingguoyuan              | Universal Resort        | 1971      | 2021               | 50,9       | 36        |
| Linie 2                  | Blau        | (innere Ringlinie)       | (innere Ringlinie)      | 1984      |                    | 23,1       | 18        |
| Linie 3                  |             | Dongbabei                | Dongsi Shitiao          | 2024      |                    | 14,7       | 10        |
| Linie 4 und Daxing-Linie | Türkis      | Anheqiao Nord            | Tiangongyuan            | 2009      | 2010               | 49,4       | 35        |
| Linie 5                  | Lila        | Tiantongyuan Nord        | Songjiazhuang           | 2007      |                    | 27,6       | 23        |
| Linie 6                  | Ocker       | Jinanqiao                | Lucheng                 | 2012      | 2018               | 53,4       | 35        |
| Linie 7                  | Orange      | Peking Westbahnhof       | Universal Resort        | 2014      | 2021               | 40,3       | 30        |
| Linie 8                  | Grün        | Zhuxinzhuang             | Yinghai                 | 2008      | 2021               | 49,5       | 34        |
| Linie 9                  | Hellgrün    | Guogongzhuang            | Nationalbibliothek      | 2011      | 2012               | 16,5       | 13        |
| Linie 10                 | Hellblau    | (äußere Ringlinie)       | (äußere Ringlinie)      | 2008      | 2013               | 57,1       | 45        |
| Linie 11 (West)          | Lachsrot    | Moshikou                 | Xinshougang             | 2021      | 2023               | 4,2        | 4         |
| Linie 12                 |             | Dongbabei                | Sijiqingqiao            | 2024      |                    | 26,8       |           |
| Linie 13                 | Gelb        | Xizhimen                 | Dongzhimen              | 2002      | 2003               | 40,9       | 17        |
| Linie 14                 | Hellrosa    | Zhangguozhuang           | Shan'gezhuang           | 2013      | 2021               | 47,3       | 33        |
| Linie 15                 | Braun       | Qinghuadongluxikou       | Fengbo                  | 2010      | 2014               | 41,4       | 20        |
| Linie 16                 | Olivgrün    | Beianhe                  | Wanpingcheng            | 2016      | 2023               | 48,9       | 29        |
| Linie 17 (Nord)          | Tiffanyblau | Future-Science-City-Nord | Arbeiterstadion         | 2023      |                    | 24,9       | 9         |
| Linie 17 (Süd)           | Tiffanyblau | Shilihe                  | Jiahuihu                | 2021      |                    | 15,8       | 7         |
| Linie 19                 | Lila        | Mudanyuan                | Xingong                 | 2021      |                    | 20,9       | 10        |
| Changping-Linie          | Rosa        | Xitucheng                | Changping Xishankou     | 2010      | 2024               | 44,2       | 20        |
| Daxing-Flughafenlinie    | Blau        | Caoqiao                  | Flughafen Peking-Daxing | 2019      |                    | 41,36      | 3         |
| Fangshan-Linie           | Orange      | Yancun Ost               | Dongguantou Süd         | 2010      | 2020               | 31,8       | 16        |
| Yanfang-Linie            | Orange      | Yancun Ost               | Yanshan                 | 2017      |                    | 14,4       | 9         |
| Yizhuang-Linie           | Pink        | Songjiazhuang            | Yizhuang Bahnhof        | 2010      | 2018               | 23,3       | 14        |
| Capital Airport Express  | Grau        | Beixinqiao               | Flughafen Peking        | 2008      | 2021               | 29,9       | 5         |
| Linie S1                 | Ocker       | Pingguoyuan              | Shichang                | 2017      | 2021               | 10,2       | 8         |

### U-Bahn-Linien

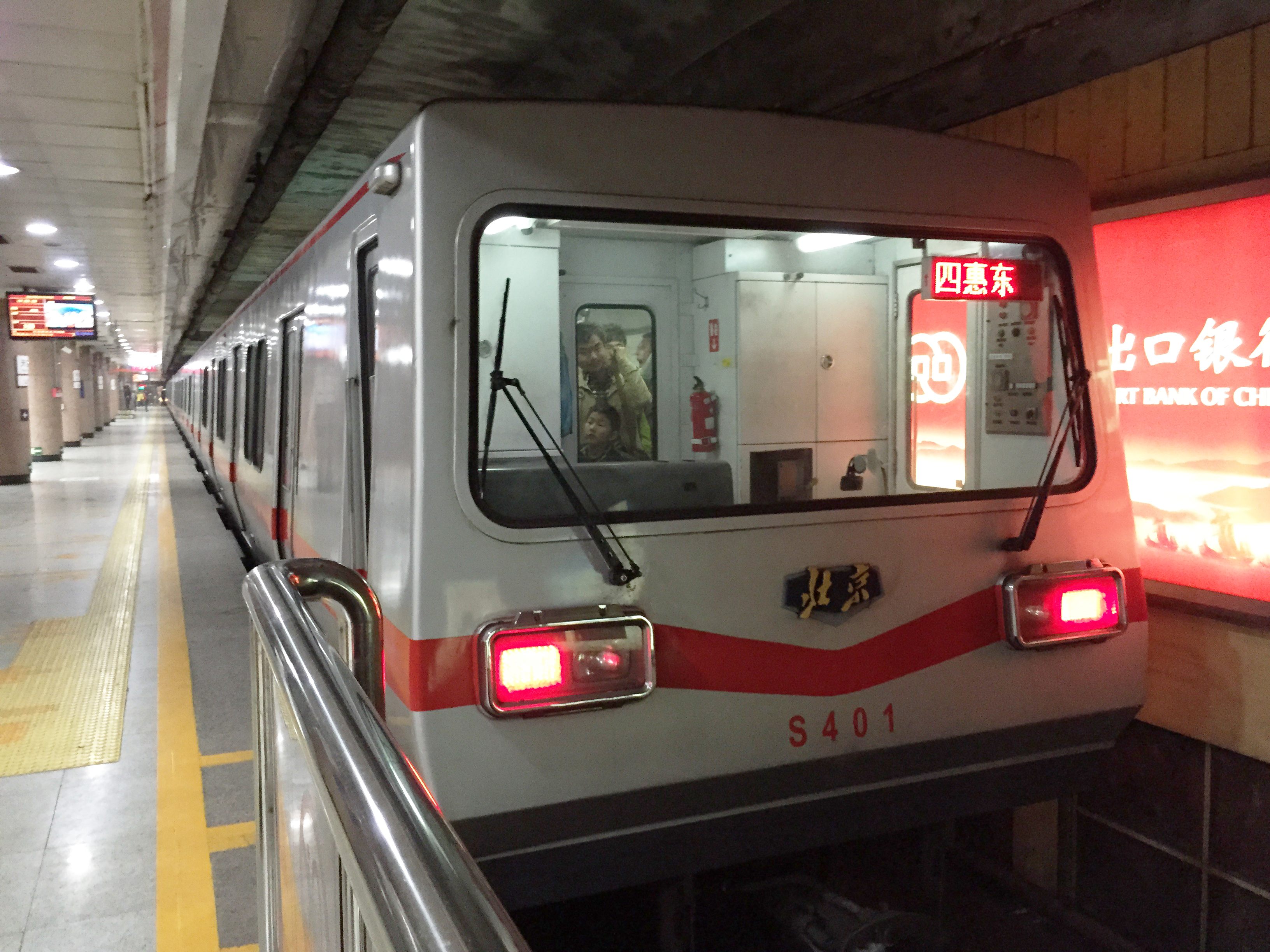
Zugtyp DKZ4 (Linie 1)

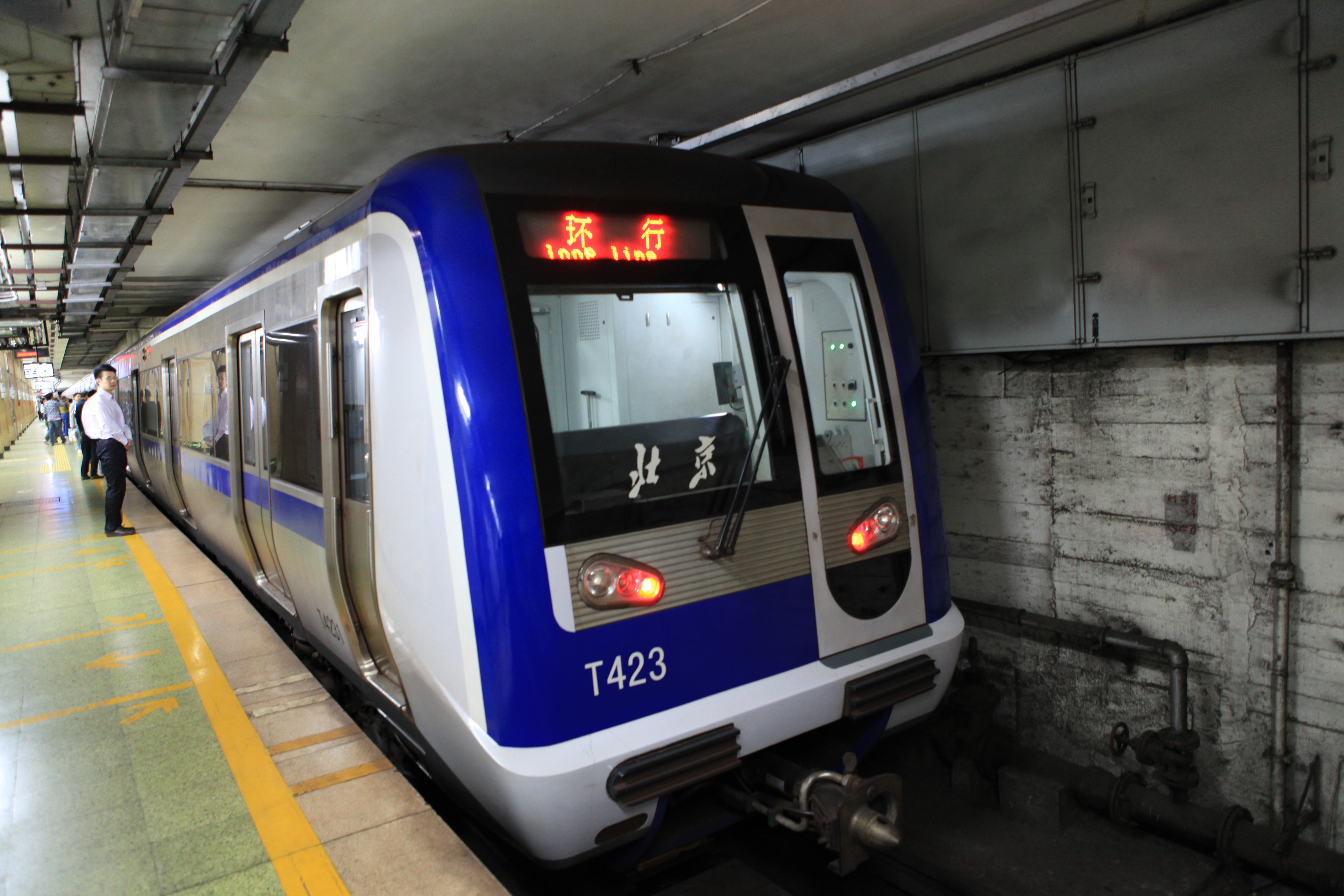
Zugtyp DKZ16 (Linie 2)

Die Linie 1 ist die älteste U-Bahn-Linie Pekings. Sie verläuft mitten unter dem Stadtzentrum Pekings und verbindet unter anderem den Tian’anmen-Platz (Platz am Tor des himmlischen Friedens) und den Kaiserpalast („Verbotene Stadt“) mit den Einkaufspassagen Wangfujing, Xidan, Dongdan und Xiushui Shichang („Seidengasse“) und führt im Westen bis in die Westberge Pekings und führt am Westbahnhof von Peking vorbei. Die Linie 1 stellt somit eine wichtige Ost-West-Verbindung dar, mit Anschluss zur Linie 2, 4, 5, 10. Die Batong-Linie verläuft oberirdisch zum Teil in der Mitte der Jingtong Schnellstraße von Sihui bis Tuqiao. Auf ihr verkehren klimatisierte Züge, die moderner, aber auch kürzer sind als die alten Züge auf den Linien 1 und 2. Sie verbindet den östlichen Teil der Stadt, vor allem den Stadtbezirk Chaoyang, in der einige Universitäten liegen, mit dem Zentrum. Die beiden Linien werden seit August 2021 durchgebunden, dies war lange Zeit aus technischen Gründen nicht möglich. Die Linie 1 wird im Westen verlängert. Ende Dezember 2021 war der Abschnitt Gucheng–Pingguoyuan fertiggestellt, aber die Station Pingguoyuan für die Linie 1 noch nicht in Betrieb.
Die Linie 2 verläuft als Ring um das Stadtzentrum Pekings, zum überwiegenden Teil unter der heutigen zweiten Ringstraße, der ehemaligen Stadtmauer. Die Linie 2 stellt die wichtigste Transitlinie im Zentrum dar, da sie das Zentrum und den Hauptbahnhof mit den äußeren Stadtteilen Pekings und dem Flughafen verbindet, u. a. über die Überlandbusbahnhöfe bei Dongzhimen und Xizhimen, sowie über Verbindungen zu den Linien 1, 4, 5, 13 und der Flughafenlinie.

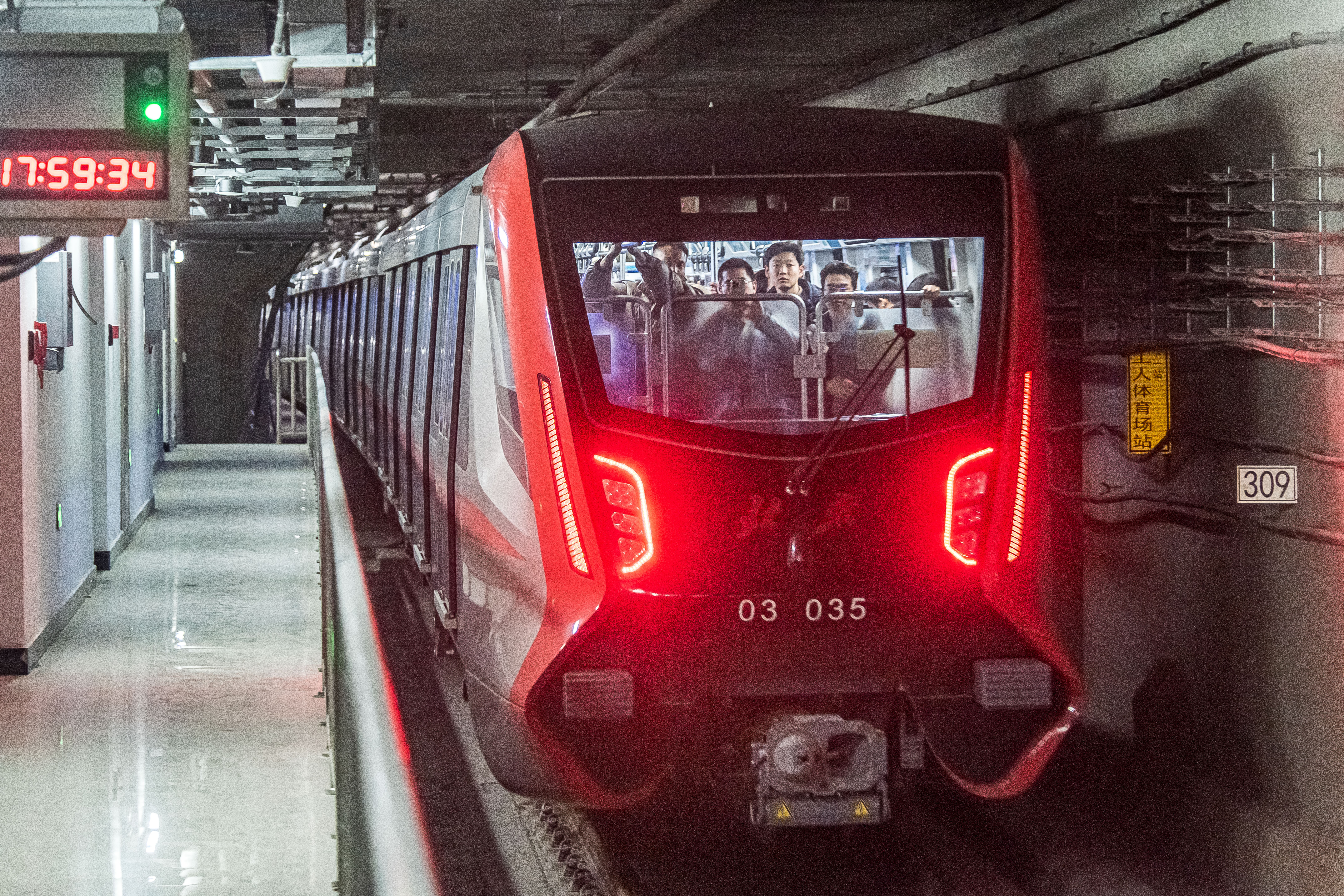
Vollautomatischer Typ A auf der Linie 3

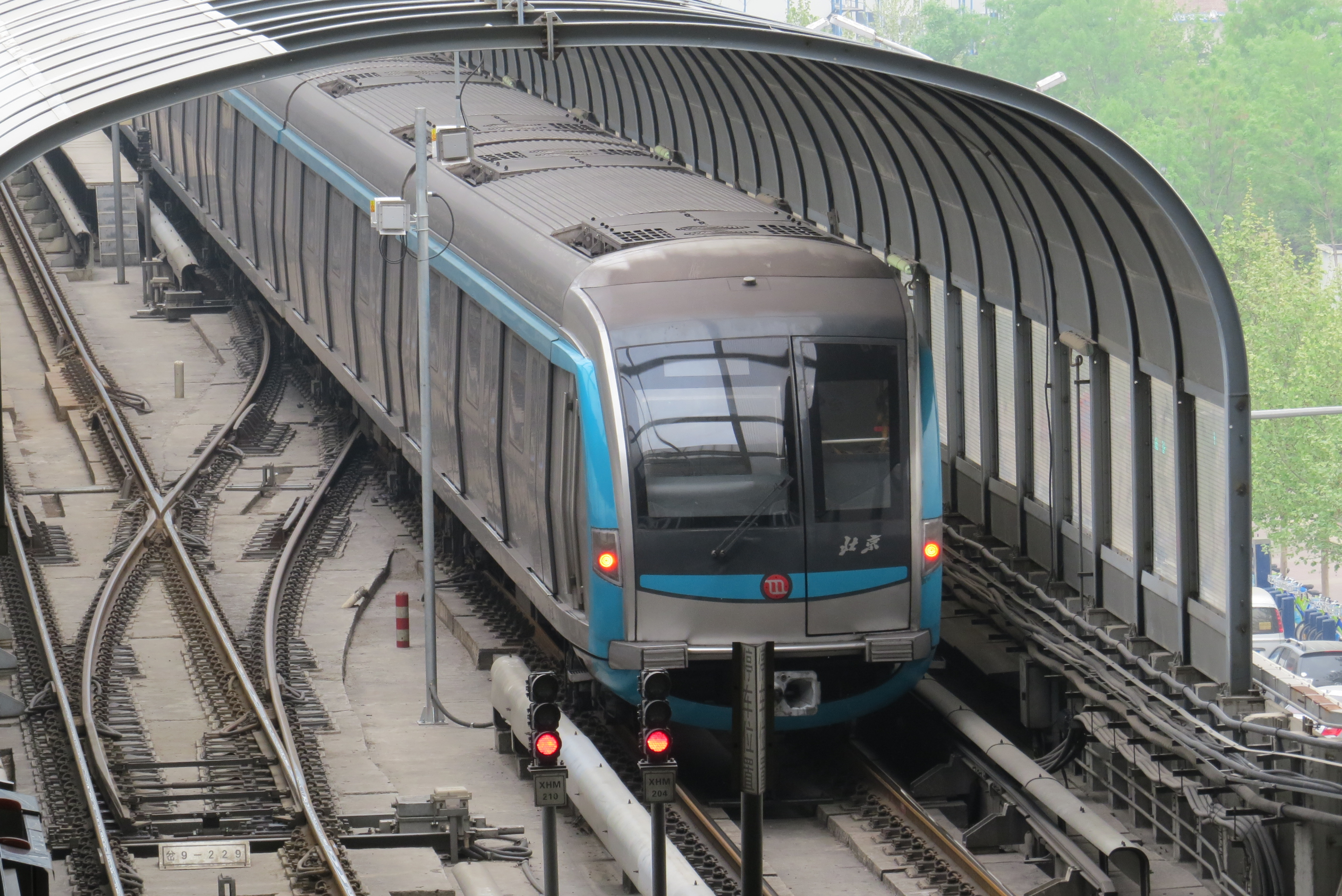
Zugtyp SFM05 (Linie 4)

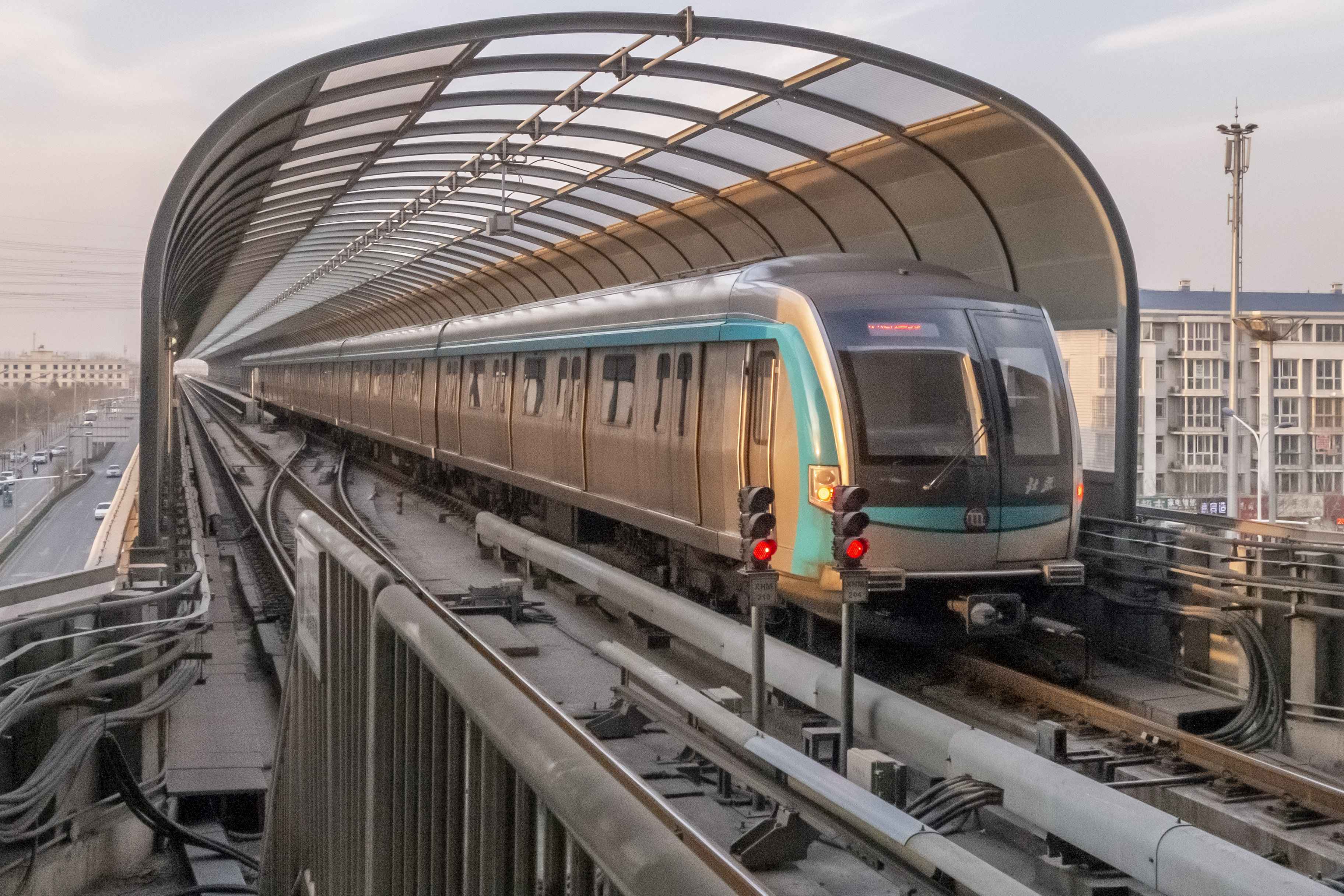
Sechswagenzug des Typs B auf der Daxing-Linie

Der erste Abschnitt der Linie 3 wurde im Dezember 2024 eröffnet. Er ist rund 15 Kilometer lang und hat zehn Stationen. Die Linie 3 ist eine weitere Ost-West-Verbindung und bindet den Bahnhof Chaoyang im Osten der Stadt an. Sie ist vollautomatisch und wird mit Vierwagenzügen des Typs A betrieben. Die Stationen sind bereits für Achtwagenzüge ausgelegt.
Die Linie 4 verläuft von der nordwestlichen Station Anheqiao Nord über das Zentrum zur südlichen Station Gongyixiqiao, wo viele Züge auf die Daxing-Linie durchgebunden werden. Sie verbindet das Zentrum mit dem Universitätsbezirk Haidian sowie dem Alten und dem Neuen Sommerpalast. Gleichzeitig verbindet sie den 2008 eröffneten Südbahnhof mit dem U-Bahnsystem. Der Südbahnhof ist der größte Bahnhof Pekings. Die Daxing-Linie ist eine rund 22 Kilometer lange Verlängerung der Linie 4 nach Süden. Sie ist bis auf einen kleinen Abschnitt an der Hochstation Xihongmen unterirdisch trassiert und wurde im Dezember 2010 eröffnet. Beide Linien werden mit Sechswagenzügen des Typs B bedient, die von CRRC Sifang geliefert wurden.
Die Linie 5 verläuft von der nördlichen Station Taipingzhuangbei zu der südlichen Station Songjiazhuang. Sie bietet Anschluss an die Linien 1, 2, 10 und 13. 16,9 Kilometer der 27,6 Kilometer langen Linie 5 verlaufen unterirdisch. Es werden Sechswagenzüge des Typs B eingesetzt, die täglich rund eine Million Fahrgäste befördern. Die Linie wurde am 7. Oktober 2007 in Gänze eröffnet.
Die Linie 6 ist ebenfalls eine Ost-West Verbindung. Sie beginnt in Haidian Wuluju und endet bei Caofang. Sie wurde am 30. Dezember 2012 eröffnet. Ihre Länge beträgt im Augenblick 30,4 km und sie besitzt 20 Stationen. Der zweite Abschnitt der Line bis zur Lucheng Station wurde am 28. Dezember 2014 in Betrieb genommen.
Sie bietet Anschluss an die Linien 2, 4, 5, 9, 10. Auf der Linie verkehren Züge mit 8 Wagen, um mehr Passagiere als gewöhnlich in einem Zug befördern zu können.
Die Line 7 ist eine Ost-West-Verbindung, die südlich der inneren Ringlinie 2 verläuft und die Linie 1 entlastet. Die Strecke wurde am 28. Dezember 2014 vom Bahnhof Peking West zur Station Jiaohuachang eröffnet und 2019 und 2021 weit nach Osten zum Universal Resort verlängert, wo auch die Batong-Linie endet. Die Linie 7 ist nun 40 Kilometer lang und hat 30 Stationen. Es werden Achtwagenzüge des Typs B eingesetzt, die über eine Stromschiene mit 1500 Volt Spannung versorgt werden.
Die Linie 8 verläuft von Zhuxinzhuang im Norden Pekings durch das Stadtzentrum in den Süden nach Yinghai. Ihr erster Abschnitt Beitucheng–Waldpark Südtor wurde offiziell am 19. Juli 2008 eröffnet und diente anfänglich nur den Olympischen Sommerspielen 2008. Der 6,4 km lange Abschnitt bildete zusammen mit der Linie 10 und der Flughafenlinie eine U-Bahn-Verbindung vom Flughafen zu den Sportstätten und dem olympischen Dorf. Er durfte bis zum Ende der Sommer-Paralympics 2008 ausschließlich von Personen mit olympischen Ausweisen und Zuschauern der Spiele benutzt werden. Nach mehreren Erweiterungen erreichte der Nordabschnitt Ende 2013 die Station Zhuxinzhuang an der Changping-Linie. Ende 2018 eröffnete der Südabschnitt Zhushikou–Yinghai, im Dezember 2021 wurde mit der Eröffnung des 4,3 km langen Abschnitts Chinesisches Kunstmuseum–Zhushikou der Nord- und Südabschnitt zu einer durchgehenden 48,5 km langen Linie verbunden.
Die Linie 9 verbindet die Fangshan Linie mit den Linien 1, 10, 6 und 4. Sie beginnt bei der Station Guogongzhuang und verläuft über den Westbahnhof zur Station National Library. Ihre Länge beträgt 16,5 km und hat 12 Stationen. Sie wurde am 30. Dezember 2012 eröffnet.
Die Linie 10 ist die zweite, äußere Ringlinie des Netzes und bietet daher Anschluss an alle städtischen Linien außer der inneren Ringlinie 2 sowie an die beiden Flughafenexpresslinien. Entsprechend kann an 24 von 45 Stationen umgestiegen werden. Die Linie 10 ist 57 Kilometer lang und verläuft komplett unterirdisch. Mit fast zwei Millionen Fahrgästen täglich gehört sie zu den fahrgaststärksten Linien der Welt. Der Bau der Strecke begann im Dezember 2003. Der erste Abschnitt von der nordwestlichen Station Bagou zur südöstlich gelegenen Station Jinsong wurde im Juli 2008 eröffnet. Die zweite Phase ging am 30. Dezember 2012 mit zwei Streckenverlängerungen teilweise in Betrieb und wurde mit dem Ringschluss im Mai 2013 fertiggestellt. Es werden über 100 Sechswagenzüge des Typs B eingesetzt, die über eine Stromschiene mit 750 Volt Gleichstrom versorgt werden. In der Hauptverkehrszeit fahren die Züge alle zwei Minuten. Eine Rundfahrt dauert rund 100 Minuten. Die Züge werden vom CBTC-System Trainguard gesteuert, das von Siemens entwickelt wurde.
Die Linie 11 ist nur 4,2 km lang. Sie liegt ganz im Westen des Großraums, beginnend in Moshikou und endend in Xinshougang. Die einzigen Zwischenhalte sind Beixin’an und Jin’anqiao, dem westlichen Endbahnhof der Linie 6. Die Eröffnung erfolgte Ende 2021 – rechtzeitig für die Bedienung der an der Strecke liegenden Stadien der Olympischen Winterspiele 2022.
Die Linie 12 führt in Ost-West-Richtung durch den Norden zwischen den Ringlinien 2 und 10. Sie ist vollständig unterirdisch, ist 27,5 Kilometer lang und hat 20 Stationen. Es werden vollautomatische Vier- oder Achtwagenzüge des Typs A eingesetzt. Die Strecke wurde am 15. Dezember 2024 eröffnet.

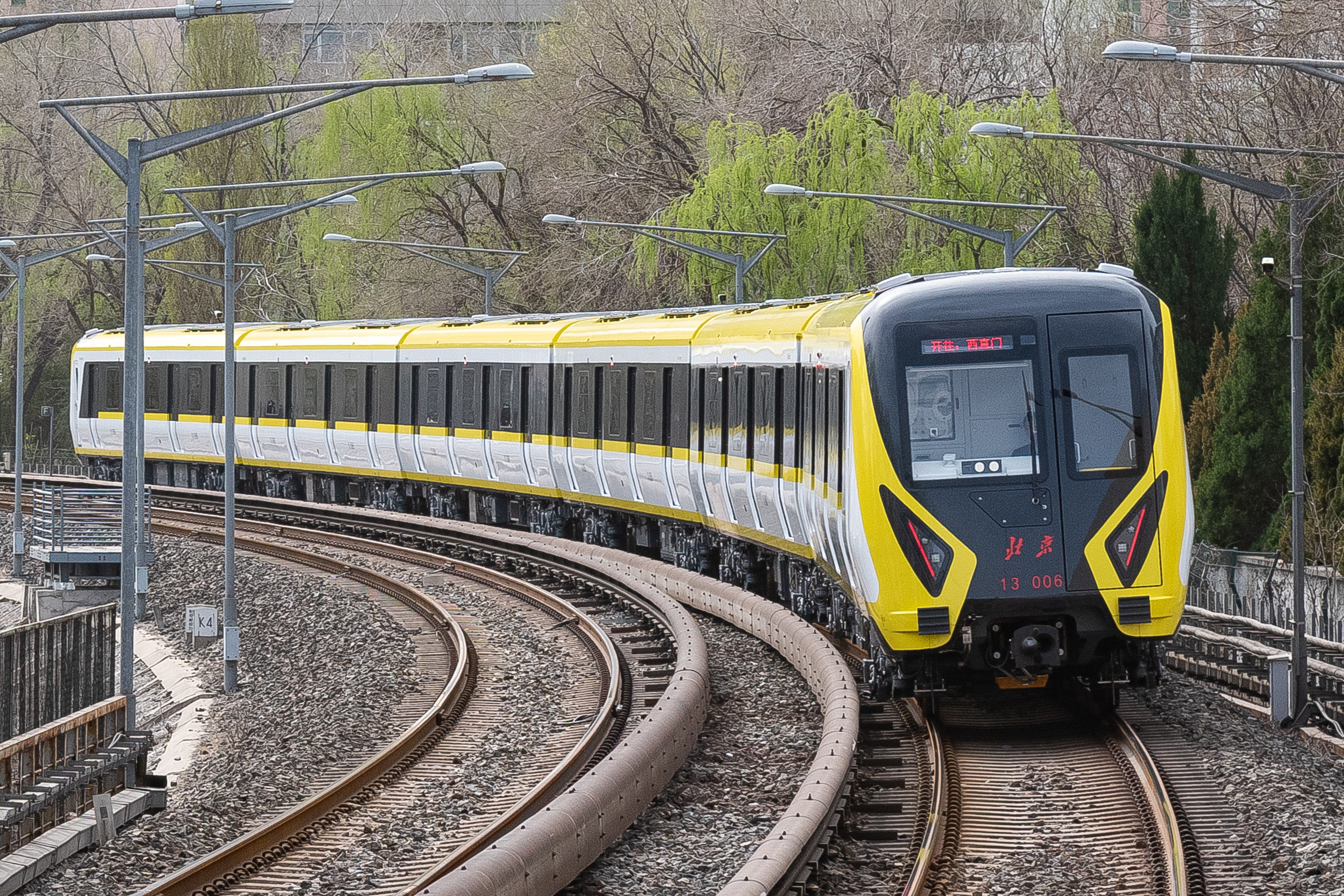
Zugtyp ZBM15, seit 2025 auf der Linie 13

Die Linie 13 verläuft überwiegend oberirdisch in grober Hufeisenform im Norden von Peking. Sie schließt bei beiden Endstationen an die Linie 2 an und verbindet die nördlichen Stadtteile Pekings mit dem Zentrum. Bemerkenswert ist, dass zwischen 1998 und 2002 hier gebrauchte Fahrzeuge vom Typ DK4 aus Nordkorea eingesetzt wurden.

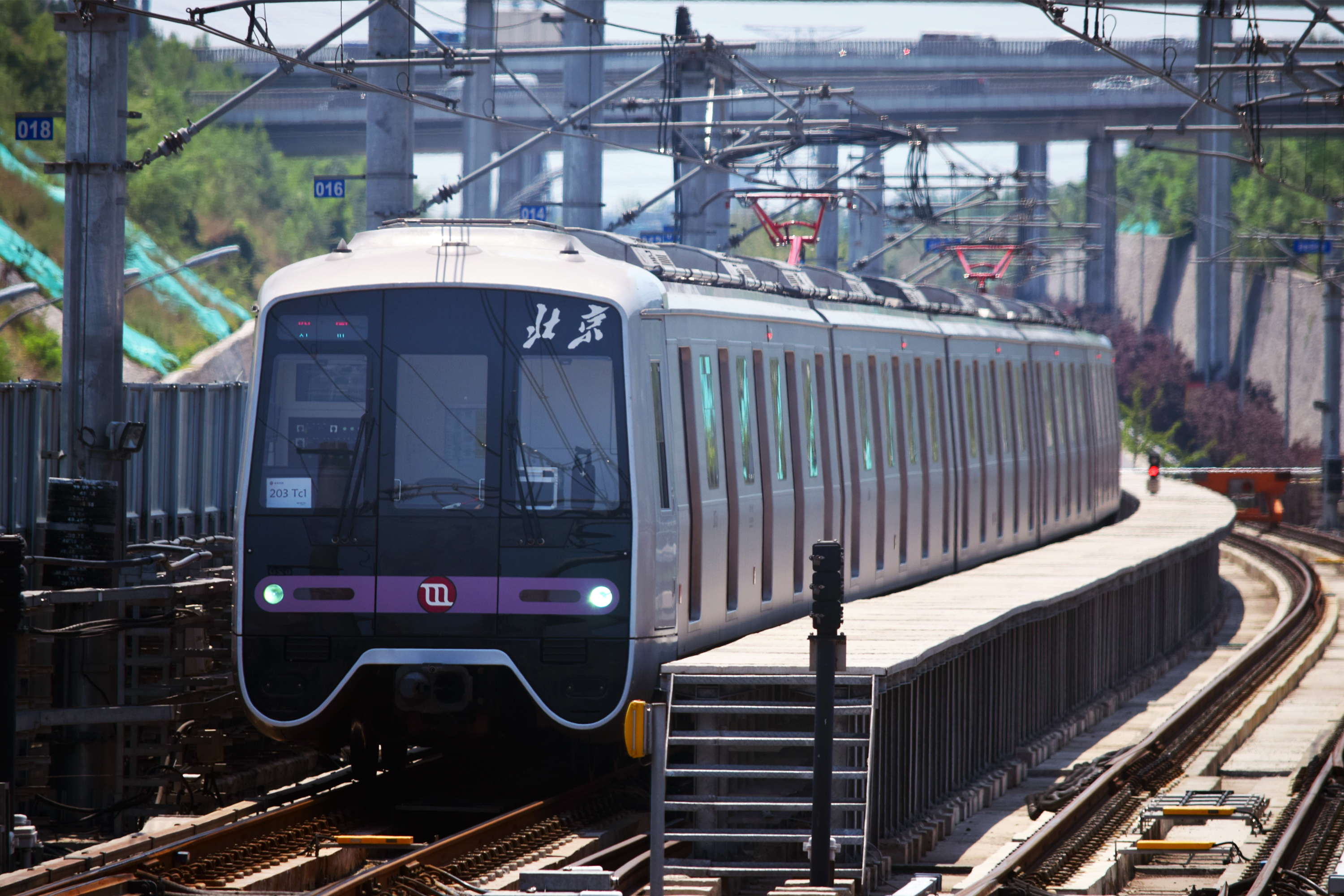
Typ A auf der Linie 14

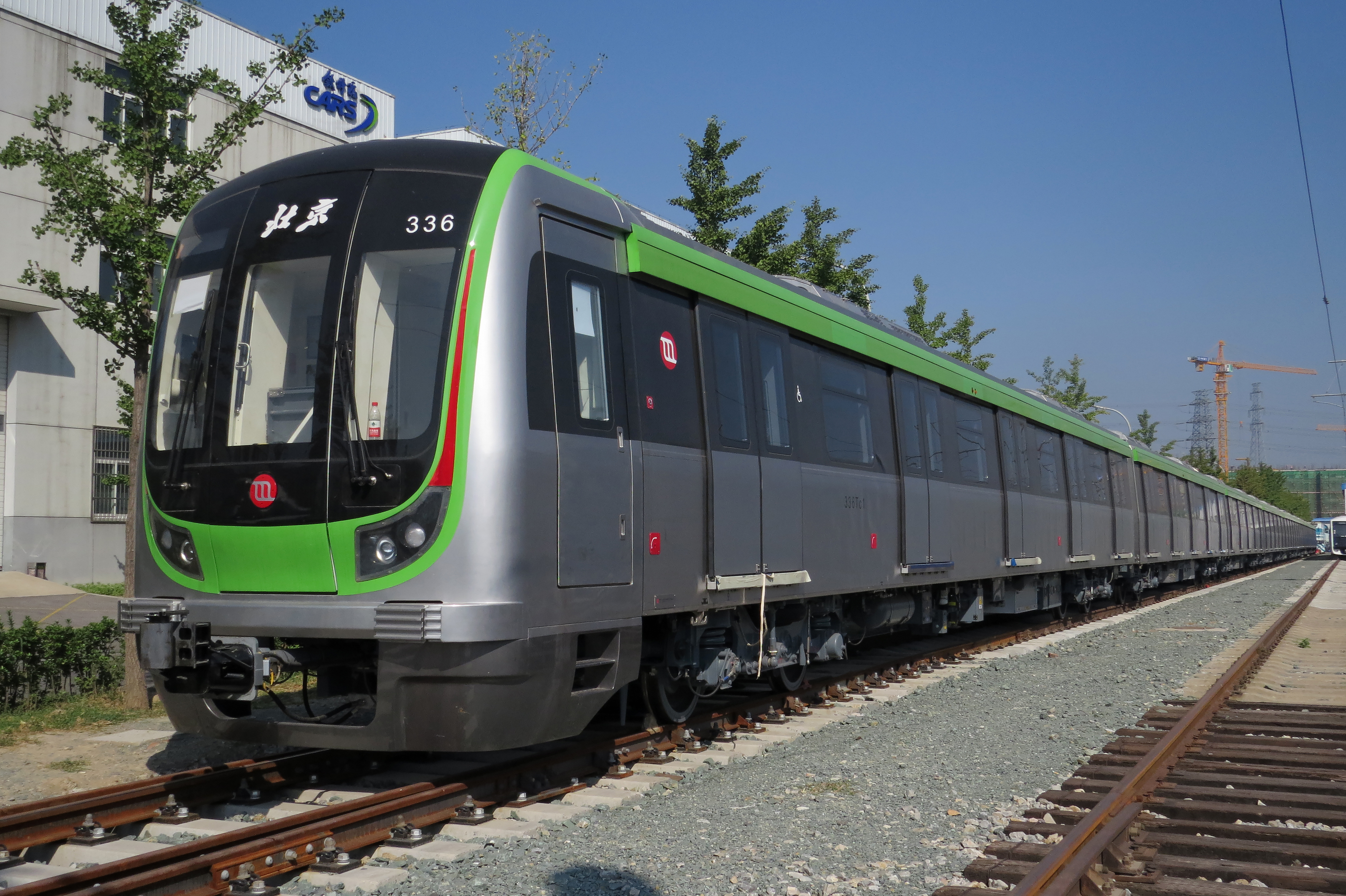
Zugtyp SFM40 (Linie 16)

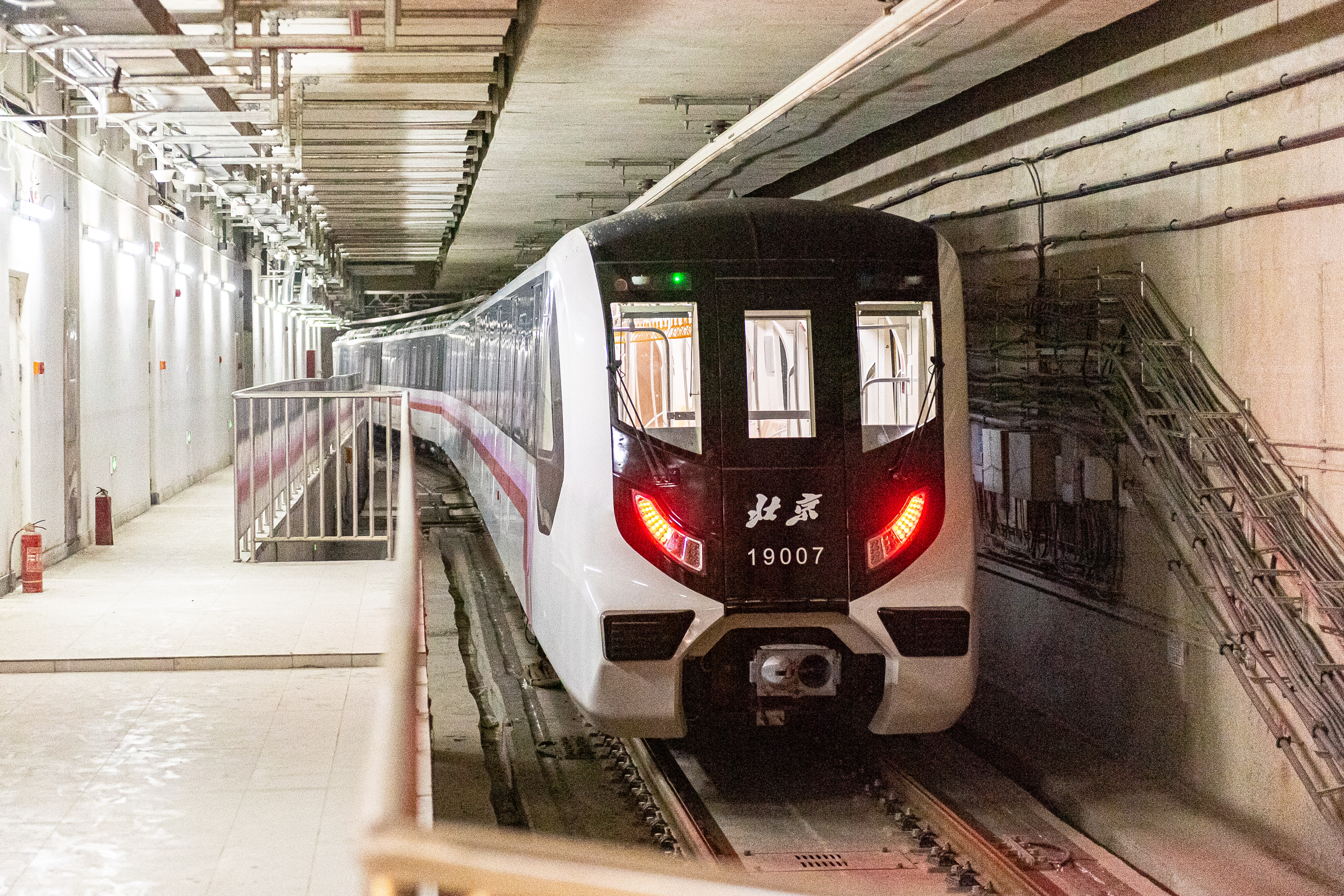
Achtwagenzug des Typs A der Linie 19

Die Linie 14 ist 47,3 km lang. Sie beginnt in Zhangguozhuang im Südwesten der Stadt, führt nach Osten bis zur Polytechnischen Universität Peking, danach nach Norden bis Shan'gezhuang. Der erste kürzer als ursprünglich geplant ausgefallene Abschnitt Xiju–Zhangguozhuang ging am 5. Mai 2013 in Betrieb genommen. Er diente dem Anschluss des Geländes der 9. China (Beijing) Flower Expo an das U-Bahn-Netz. Der erste Teil des Ostabschnittes wurde am 28. Dezember 2014 zwischen der Station Shan'gezhuang und der Station Jintai Lu eröffnet. Ende 2015 erreichte der Ostabschnitt den Südbahnhof von Peking, im Dezember 2021 wurde der vier Kilometer lange Abschnitt Xiju–Südbahnhof eröffnet, der die beiden Äste der Linie verband. Auf der Linie verkehrten die ersten Wagen des breiteren Typ A, die gegenüber den herkömmlichen Wagen ein höheres Fahrgastaufkommen bewältigen können.
Die Linie 15 wurde im Dezember 2010 zwischen Wangjing West und Houshayu eröffnet. Ein Jahr später wurde sie um drei Stationen nach Fengbo weiter im Nordosten verlängert. Am 28. Dezember 2014 ging der westliche Abschnitt bis zur Station Qinghuadongluxikou in Betrieb. Die unterirdische Trasse verläuft nördlich parallel zur Ringlinie 10. Die Linie ist 41,4 Kilometer lang und hat 20 Stationen. Es werden Sechswagenzüge des Typs B eingesetzt.
Die Linie 16 führt auf der Westseite der Stadt von Bei'anhe im Nordwesten zum Osttor des Yuyuantan Parks. Der erste 19,6 kmAbschnitt wurde im Dezember 2016 eröffnet, der letzte Abschnitt Ganjia Kou–Yuyuantan Park wurde Ende 2021 eröffnet, eine weitere Verlängerungen in Richtung Süden bis nach Wanpingcheng ist im Bau und soll 2022 in Betrieb gehen.[veraltet]
Stand 2025 besteht die Linie 17 aus zwei Teilen im Norden und Süden, die zukünftig durch einen Tunnel im Osten zwischen den beiden Ringlinien verbunden werden.
Der Südabschnitt der Linie 17 beginnt in Shilihe mit Umstiegsmöglichkeit zu den Linien 10 und 14 und endet in Yizhuang Süd. Der im Dezember 2021 eröffnete Abschnitt ist 16,5 Kilometer lang und bedient sieben Stationen. Die vollautomatisch betrieben Züge erreichen eine Maximalgeschwindigkeit von 100 km/h. Der nördliche Abschnitt wurde zwei Jahre später im Dezember 2023 eröffnet und führt nach Norden in die Future Science City.
Die Linie 19 verläuft von Norden nach Süden mit wenigen Halten durch das Stadtzentrum. Im Süden entlastet sie die Linie 4, zu der sie parallel verläuft. Acht von zehn Stationen sind Umsteigestationen zu anderen Linien. Die 22,4 km lange Linie wurde Ende 2021 eröffnet und wird vollautomatisch mit Achtwagenzügen des Typs A betrieben.

### U-Bahn-Linien und andere Schnellbahnen in die Vororte oder zu den Flughäfen

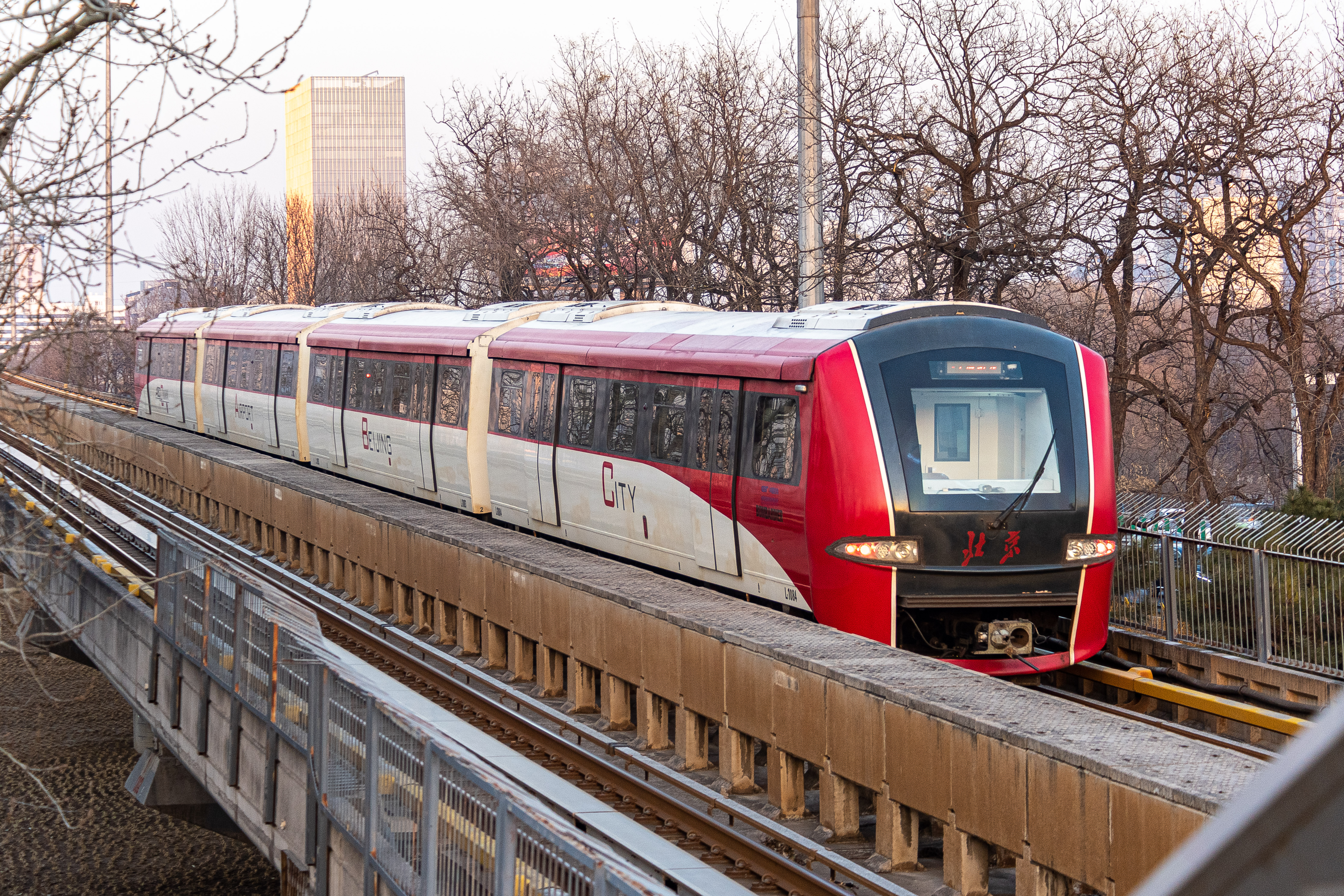
Linearmotor-Zug des Capital Airport Express

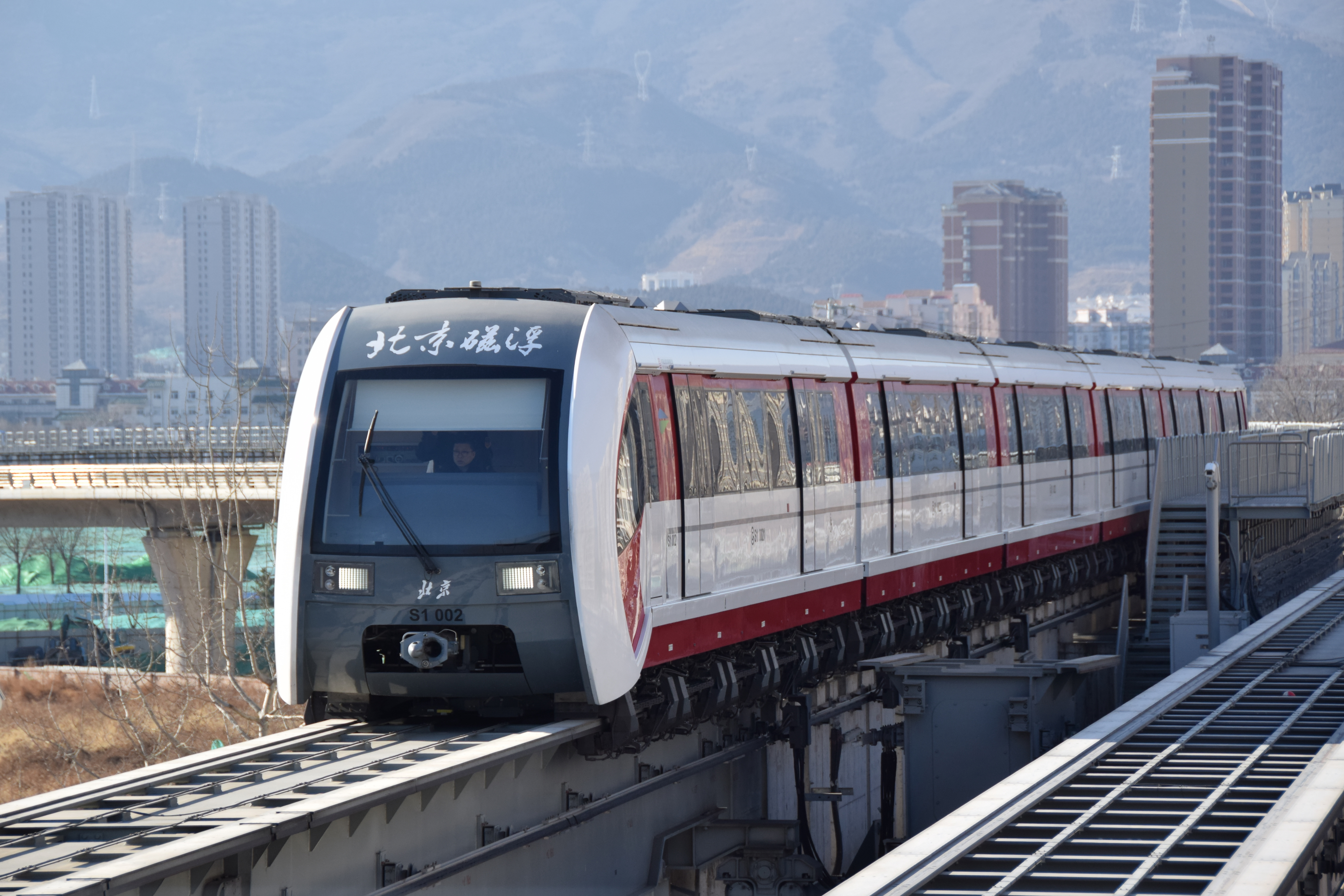
Magnetschwebebahnlinie S1

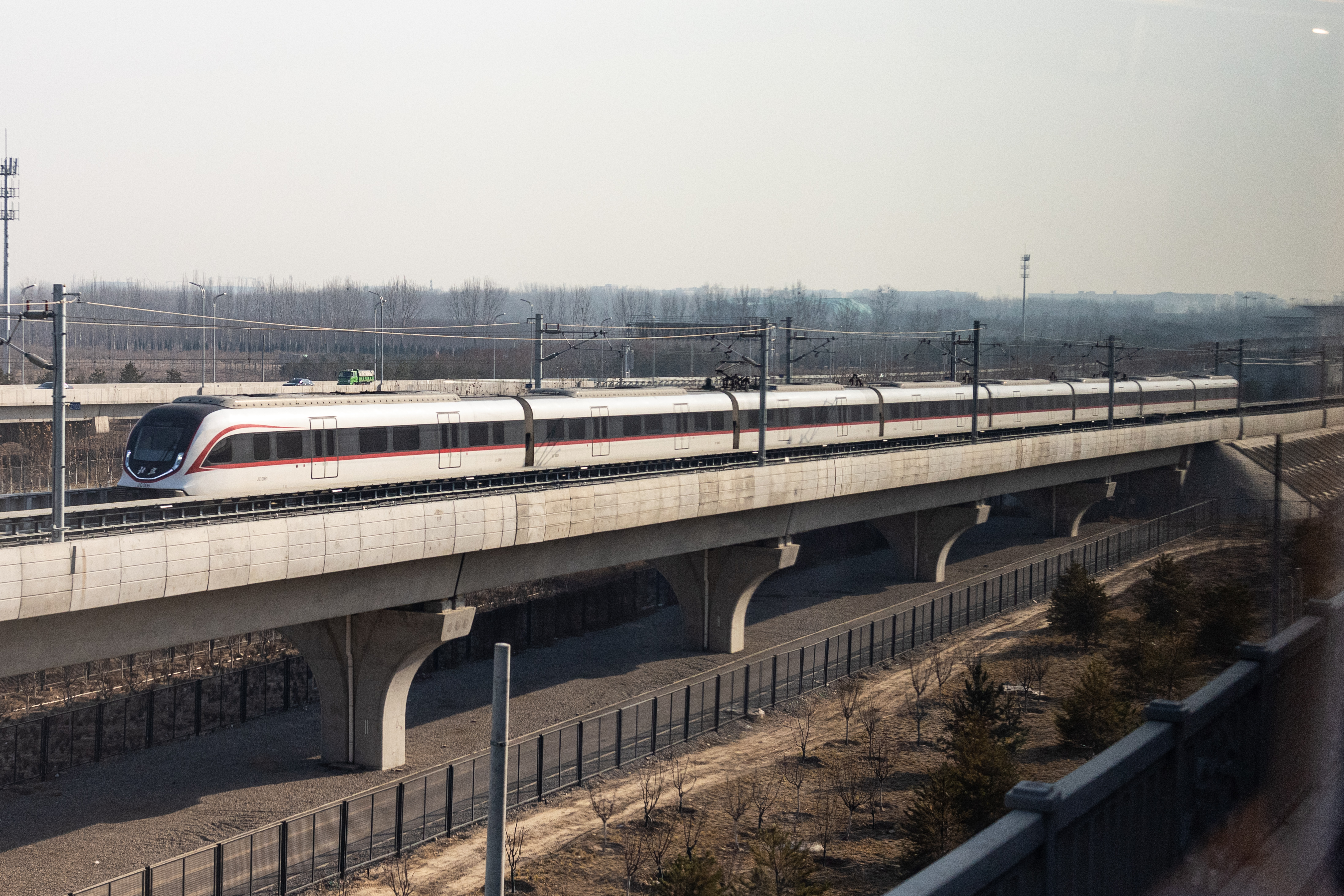
Expresslinie zum Flughafen Daxing

Die Changping-Linie verbindet den Bezirk Changping im Norden des Ballungsraums mit der Innenstadt. Ende 2021 war der vorläufige südliche Endpunkt der Bahnhof Qinghe, im Jahr 2023 wurde eine unterirdische Verlängerung um zehn Kilometer nach Süden eröffnet.
Die Fangshan-Linie führt in die südwestlichen Vororte. Seit Anfang 2023 werden einige Züge stadtseitig auf die Linie 9 durchgebunden. Die Fangshan-Linie wurde schrittweise zwischen 2010 und 2020 eröffnet. Noch weiter südwestlich schließt die in Hochlage trassierte, fahrerlos betriebene Yanfang-Linie an, die bis nach Yanshan in der Provinz Hubei führt. Die 17 Kilometer lange Strecke wurde im Dezember 2017 eröffnet und verkehrt seit 2021 fahrerlos.
Die Yizhuang-Linie wurde 2010 eröffnet und bindet das südöstlich von Beijing gelegene Yizhuang an. Sie endet stadtseitig in Songjiazhuang an der Ringlinie 10, wo auch zur Linie 5 umgestiegen werden kann.
Der Capital Airport Express bietet seit 2008 eine Verbindung von der Innenstadt nach Nordwesten zum Flughafen Peking-Hauptstadt. Es gibt fünf Stationen: In Peking werden die Stationen Beixinqiao (Umsteigepunkt zur Linie 5), Donghzimen (Umsteigen zu den Linien 2 und 13) und Sanyuanqiao (Linie 10) bedient, während am Flughafen das 2008 eröffneten Terminal 3 und das Terminal 2 angebunden werden. Die Strecke ist 30 Kilometer lang und für 110 km/h ausgelegt. Die Linie wird mit Vierwagenzügen bedient, die mit Linearmotoren angetrieben werden.
Die Linie S1 ist eine Magnetschwebebahn, die seit Dezember 2017 auf dem 8,2 km lagen Abschnitt Shichang–Sidaoqiao verkehrt. Die sechsteiligen Züge erreichen eine Maximalgeschwindigkeit von 100 km/h. Im Dezember 2021 wurde die 1,4 km lange östliche Ergänzung bis Pingguoyuan in Betrieb genommen, die später ein Umsteigen zur Linie 1 ermöglicht.
Die Daxing-Flughafenlinie verbindet den Flughafen Peking-Daxing mit Caoqiao südlich der Innenstadt. Die 43,4 Kilometer lange Strecke hat lediglich zwei Stationen am Flughafen und eine in der Stadt. Sie ist mit 25 kV Wechselspannung bei einer Frequenz von 50 Hz elektrifiziert. Es werden vollautomatische Achtwagenzüge des Typs D mit einer Höchstgeschwindigkeit von 160 km/h eingesetzt.

## Fahrkarten

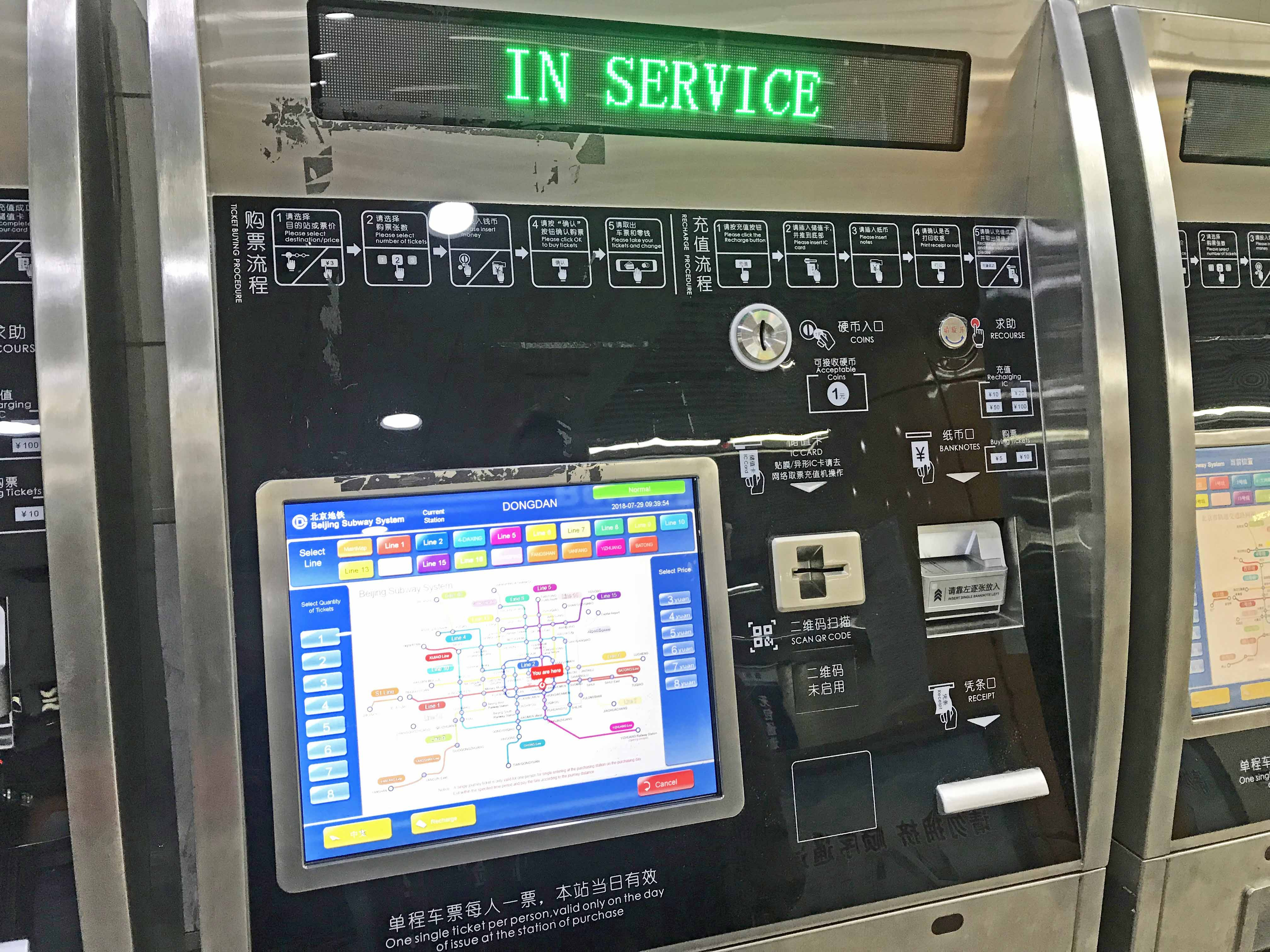
Ticketautomat für die Benutzung der U-Bahn von Peking.

Es gibt Einzelfahrkarten und elektronisch aufladbare Karten, diese geben dem Benutzer bei Benutzung in den Stadtbussen eine Ermäßigung von 50 % bzw. 75 % für Studenten. Fahrkarten können an Automaten und an allen Stationen fast immer auch am Schalter erworben werden. Die Einzelfahrkarten können nur an der Station, an der sie gekauft worden sind, benutzt werden. Ein Kauf auf Vorrat ist nicht möglich. Dauerkarten enthalten einen aufladbaren Geldbetrag, der beim Eintritt in den U-Bahnhof abgebucht wird. Die Fahrkarten werden am Eingang zur U-Bahn an ein drahtloses Lesegerät gehalten, um die Schranke zur U-Bahn zu öffnen. Am Ausgang befinden sich ebenfalls Schranken und die Fahrkarte dient erneut zum Öffnen. Die Einzelfahrkarten werden dort eingezogen. Die Dauerkarte gilt auch für den Bus und kann zum Zahlen in Taxis verwendet werden. Der Betrieb der U-Bahn wurde 2013 mit 20 Milliarden Renminbi subventioniert.

## Fahrzeuge
Fast alle U-Bahn-Linien wurden nach den landesweiten Standards der Typen A oder B gebaut oder daran angepasst.

### Typ A
Wagen des Typs A werden auf den Linien 11, 14, 16, 17 und 19 eingesetzt. Ein Wagen des Typs A ist länger und breiter als ein Wagen des Typs B. Jeder Wagen verfügt über fünf Türen pro Seite und kann maximal 310 Fahrgäste befördern. Es werden Vier-, Sechs- oder Achtwagenzüge eingesetzt. Die maximale Kapazität der Linien 16, 17 und 19 beträgt fast 75 000 Fahrgäste pro Stunde und Richtung, da sie Achtwagenzüge einsetzen, die alle zwei Minuten fahren können. Die Energieversorgung der Linien mit A-Wagen erfolgt über eine Oberleitung mit 1500 V Gleichspannung. Ihre Höchstgeschwindigkeit beträgt 100 km/h.

### Typ B
Die Fahrzeuge des Typs B sind kleiner als die A-Wagen und werden auf fast allen anderen Linien eingesetzt. Die Energieversorgung erfolgt meist über eine Stromschiene mit 750 V Spannung. Die Linien 6 und 7 nutzen allerdings eine Oberleitung mit 1500 V Gleichspannung, da sie mit 100 km/h Höchstgeschwindigkeit betrieben werden.

### Abweichende Konstruktionen
Drei Linien wurden mit jeweils unterschiedlicher Antriebstechnik konzipiert und sind nicht miteinander kompatibel. Der Capital Airport Express nutzt Linearmotoren, die Linie S1 ist eine Magnetschwebebahn und die Daxing-Flughafenlinie wird wie eine Vollbahn mit 25 kV Wechselspannung versorgt.

## Straßenbahn
| Linie                           | Farbe  | Strecke  | Strecke        | Eröffnung | Letzte Erweiterung | Länge (km) | Stationen |
| ------------------------------- | ------ | -------- | -------------- | --------- | ------------------ | ---------- | --------- |
| Xijiao-Linie (Straßenbahn)      | Orange | Bagou    | Fragrant Hills | 2017      |                    | 8,8        | 6         |
| Yizhuang-T1-Linie (Straßenbahn) | Orange | Quzhuang | Dinghaiyuan    | 2020      |                    | 11,9       | 14        |

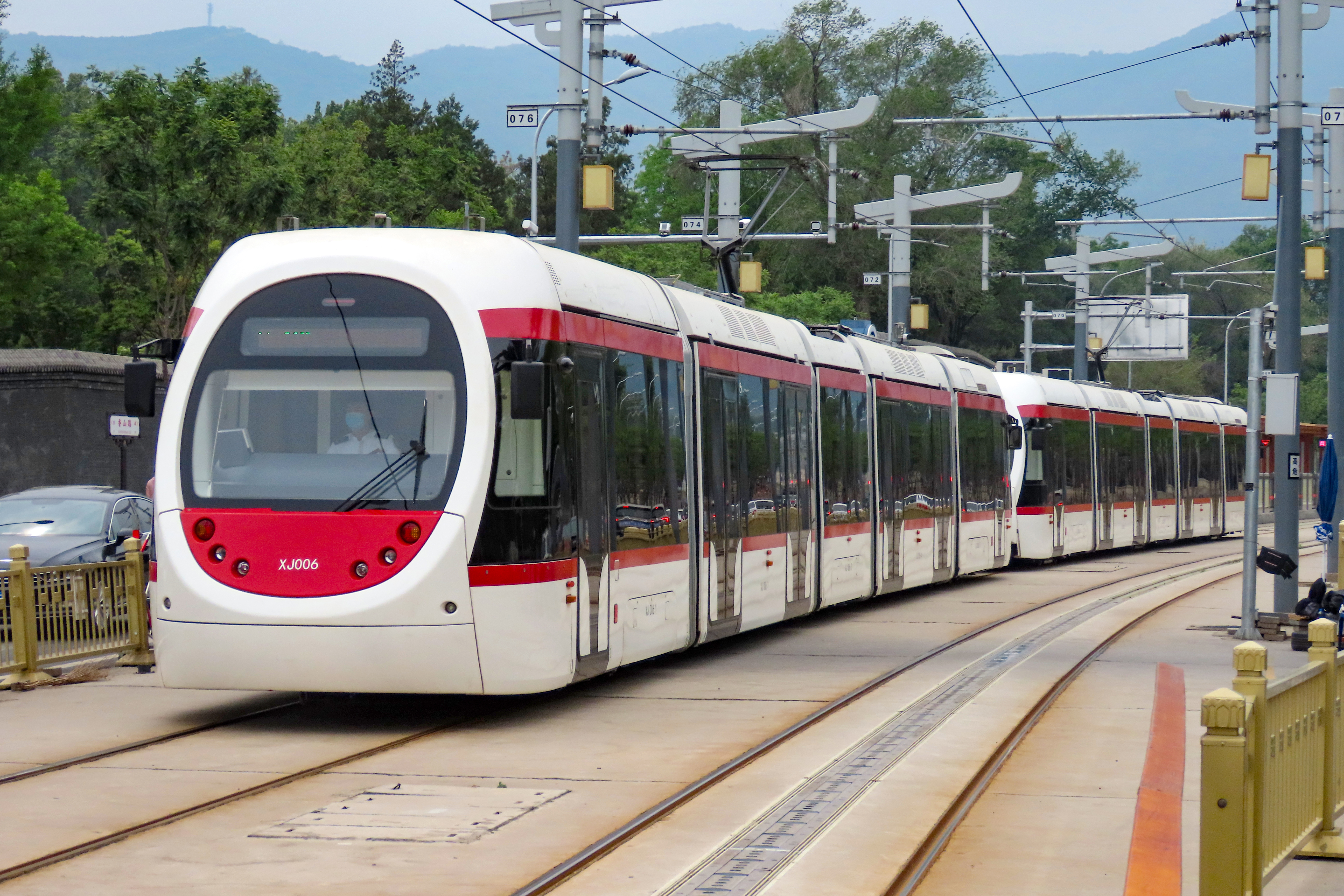
Zwei Sirios in Doppeltraktion auf der Xijiao-Linie

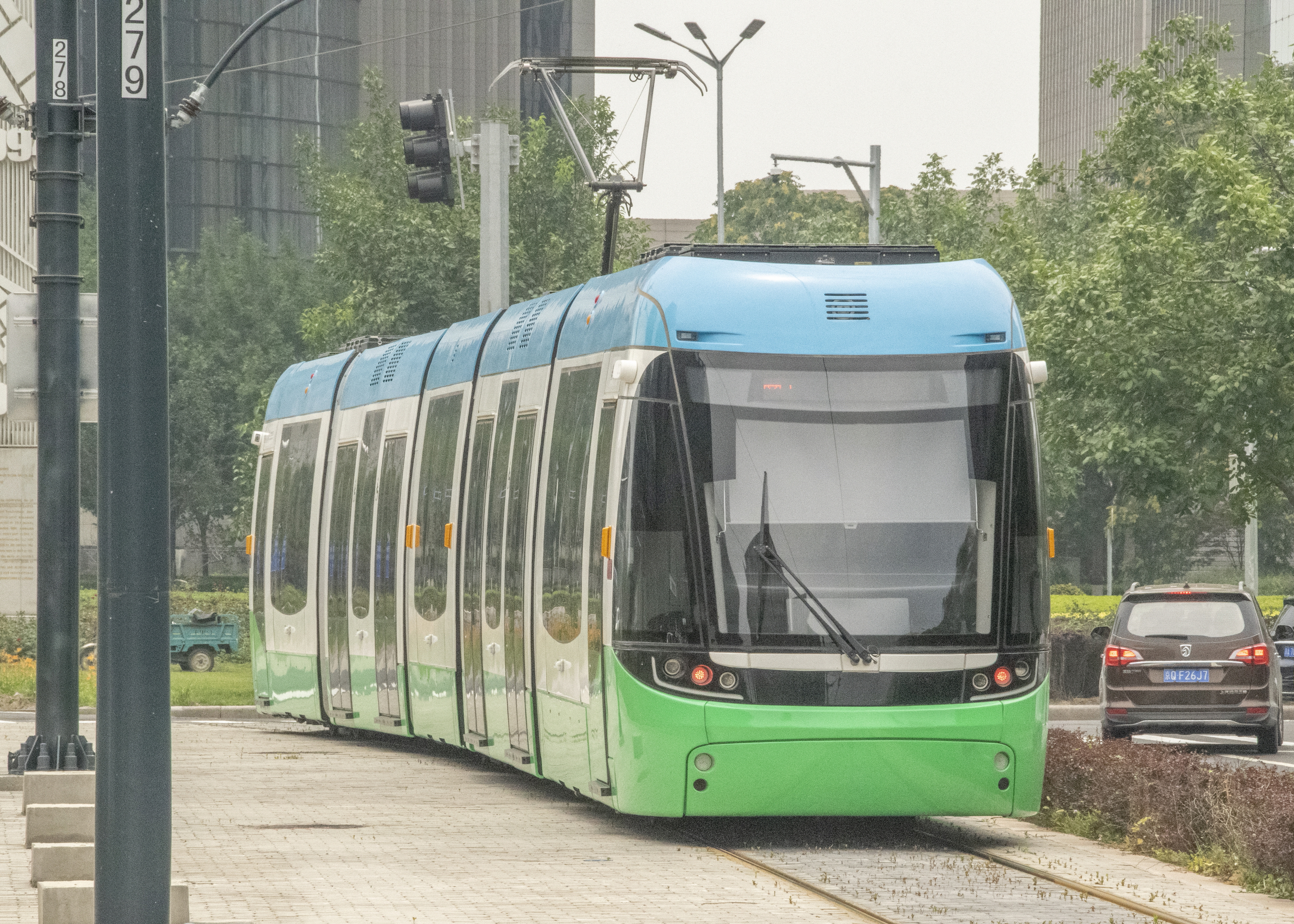
Yizhuang T1

Die Xijiao-Linie ist eine 8,8 Kilometer lange Straßenbahnlinie im Westen, welche hauptsächlich dem Freizeitverkehr dient. Für diese Linie wurden 31 fünfteilige Multigelenkwagen des Herstellers CRRC Dalian beschafft, bei welchen es sich um Lizenzbauten des Typs Sirio von AnsaldoBreda handelt. Sie werden meist in Doppeltraktion eingesetzt. Die Strecke ist meist abseits von Straßen trassiert und weist auch mehrere Tunnelabschnitte auf. An allen Haltestellen sind Bahnsteigtüren installiert. Die Linie ist insbesondere an Wochenenden und während der Ferien sehr stark ausgelastet.
Die Yizhuang T1 verläuft durch Yizhuang östlich der Innenstadt und ist etwa 12 Kilometer lang. Für diese wurden 19 Fahrzeuge des Herstellers Beijing Subway Rolling Stock Equipment Company beschafft, bei welchen es sich ebenfalls um fünfteilige Multigelenkwagen handelt. Sie sind zum Befahren des oberleitungsfreien Betriebshofs und einiger oberleitungsfreier Streckenabschnitte auf großen Straßenkreuzungen mit Akkumulatoren ausgestattet. Auf den oberleitungsfreien Streckenabschnitten wird der Stromabnehmer nicht gesenkt. Die Strecke ist überwiegend auf besonderem Bahnkörper in Straßenmitte trassiert. Da es an Ampelkreuzungen keine Vorrangschaltungen für die Straßenbahn gibt, ist die Durchschnittsgeschwindigkeit jedoch sehr gering. Die Auslastung ist wesentlich geringer als bei der Xijiao-Linie.
Darüber hinaus gibt es im Stadtzentrum seit 2008 eine kurze oberleitungsfreie Strecke, die als Touristenattraktion dient. Sie wird von einem mit Akkumulatoren ausgestatteten Fahrzeug bedient, welches in historischem Erscheinungsbild gebaut wurde.